# Notes tironiennes
Les notes tironiennes (notae tironianae en latin) sont une méthode de sténographie abréviative dont l'invention remonterait à Marcus Tullius Tiro (dit Tiron), secrétaire de l'orateur romain Cicéron au Ier siècle av. J.-C. Le système de Tiron comporte environ 1 000 signes, étendus à l'époque classique à 5 000 signes. Au Moyen Âge, en Europe, les notes tironiennes sont enseignées dans les monastères et le système est élargi à environ 13 000 signes. Leur usage décline après le XIIe siècle mais certaines notes sont utilisées jusqu'au XVIIe siècle,.

## Principe

Exemples de notes tironiennes.

Les notes tironniennes transcrivent du latin et se divisent en deux séries, celles qui notent les radicaux et celles qui notent les terminaisons indiquant le cas, le genre, le nombre, etc. Elles sont constituées d'un signe principal ou radical, auquel est éventuellement ajouté un signe auxiliaire de terminaison. Le signe principal correspond à une représentation simplifiée de la lettre initiale du mot, ainsi éventuellement que de certaines consonnes. Ces représentations tirent leur origine des lettres capitales et cursives romaines (il en existe donc plusieurs versions) et sont liées les unes avec les autres. Le signe auxiliaire exprime les désinences du mot ; il est plus petit que le signe principal et est placé — quand il est présent — à son côté (droite, gauche, haut ou bas).
Les notes tironiennes peuvent elles-mêmes être des ligatures d'autres notes tironiennes plus simples, le résultat étant toujours plus court que le mot qu'il remplace. Ceci explique en partie le grand nombre de notes tironiennes attestées et les grandes variations dans l'estimation du nombre total de ces notes. De plus, un même signe peut posséder des variantes multiples, conduisant au même problème.

## Histoire

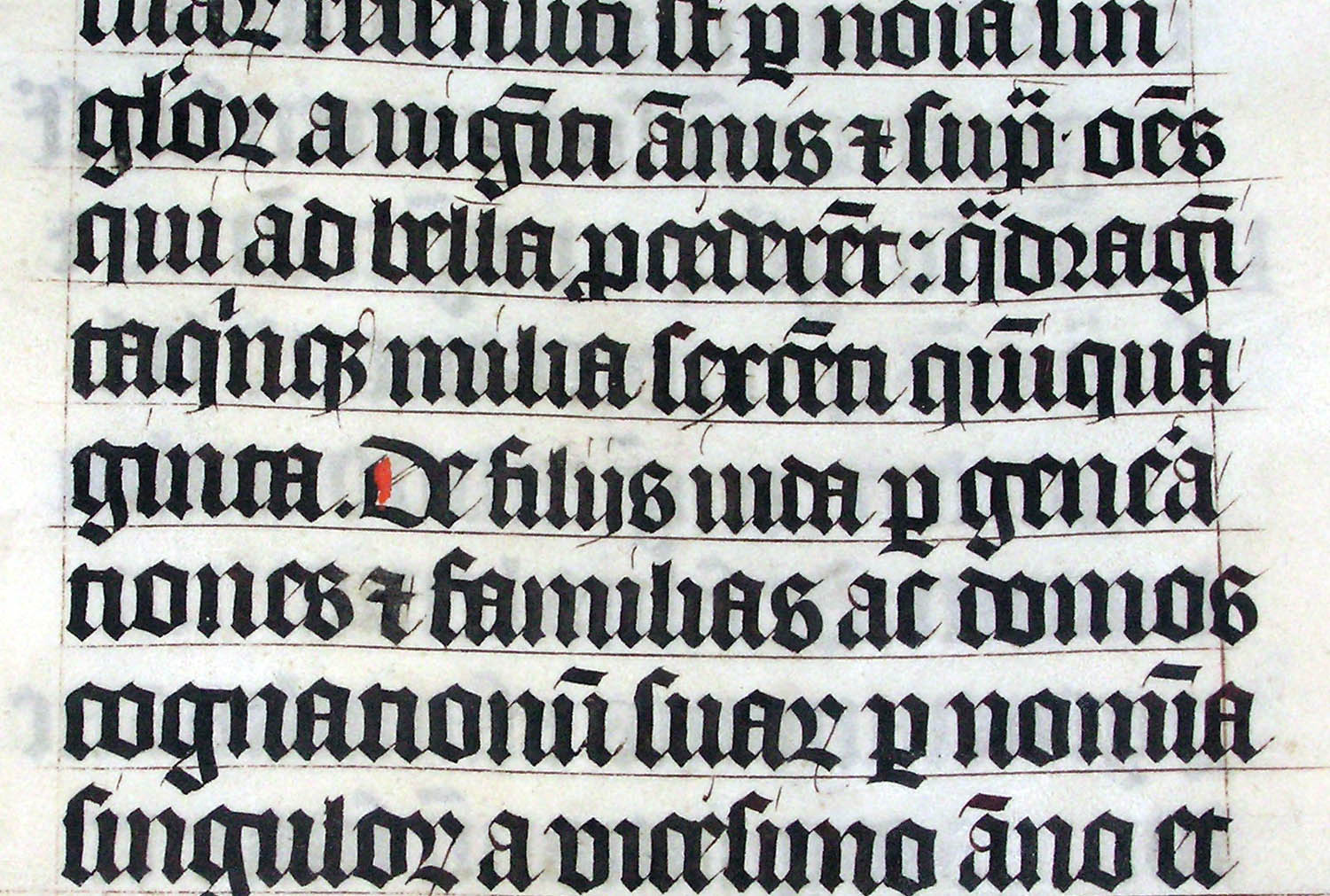
Deux « et » tironiens (2e ligne en partant du haut et 3e ligne en partant du bas) dans une Bible écrite par un scribe belge en 1407.

Le plus ancien système sténographique connu en Occident est employé par l'historien grec Xénophon dans ses Mémorables (IVe siècle av. J.-C.). La première mention des notes tironiennes est effectuée par Plutarque au début du IIe siècle, dans la partie des Vies parallèles des hommes illustres traitant de Caton le Jeune ; il indique qu'en 63 av. J.-C., elles sont utilisées pour enregistrer l'avis de Caton sur la condamnation des complices de Catilina :
« De tous les discours que Caton a prononcés, c'est le seul, dit-on, qui ait été conservé : le consul Cicéron avait pris les copistes les plus habiles et les plus expéditifs, à qui il avait enseigné à se servir de notes qui, dans de petits caractères, renfermaient la valeur de plusieurs lettres, et il les avait répandus en divers endroits de la salle du Sénat. On ne s'était point encore servi de ces écrivains par notes ; et c'est alors que se fit le premier essai d'écriture abrégée. »
La tradition attribue à Marcus Tullius Tiro, dit Tiron, esclave affranchi de Cicéron devenu son secrétaire et confident, l'invention de cette méthode de sténographie en s'inspirant de notes grecques. Il n'aurait tout d'abord abrégé que les mots les plus fréquents en utilisant des indices de contexte. Puis il aurait amélioré sa méthode en abrégeant les phrases ou expressions les plus communes.
Au début du IIIe siècle, Dion Cassius attribue à l'homme politique romain Mécène (v. 70 av. J.-C. - 8 av. J.-C.) l'invention de la sténographie et précise qu'il emploie son esclave affranchi Aquila pour apprendre le système à d'autres.
Au VIIe siècle, Isidore de Séville détaille une autre version des origines du système, en attribuant l'invention à l'écrivain italien Ennius (239 av. J.-C. - 169 av. J.-C.) dont il prétend qu'il aurait inventé 1 100 signes. Isidore affirme que Tiron en apporte la pratique à Rome, mais qu'il n'utilise les notes tironiennes que pour les prépositions. Il détaille le développement de notes additionnelles par plusieurs personnes : Vipsanius, Philargius, un affranchi de Mécène, et Aquila, jusqu'à ce que Sénèque les systématise en environ 5 000 notes.
L'emploi des notes tironiennes est encore fréquent dans les actes administratifs à l'époque mérovingienne et carolingienne, pour indiquer de façon cryptée le nom des intervenants dans la confection de l'acte, les notes prenant alors une valeur phonétique. Le recensement effectué par Kopp en 1817 se monte à 13 000 signes sous les Carolingiens,. L'usage tombe ensuite en désuétude au profit de l'authentification par le sceau, probablement au XIe siècle avant que Thomas Becket, archevêque de Cantorbéry au XIIe siècle n'en relance l'intérêt. L'usage en décline ensuite considérablement pour devenir totalement inusité cinq siècles plus tard.

## Recherches sur les notes tironniennes
Jean Coulon de Thévenot tentera en 1776 de réformer le système de Tiron, mais sa méthode ne sera finalement pas retenue.
Jean Gruter a étudié les notes tironiennes et en a réuni plus de 13 000 dans un ouvrage qu'il a publié en 1603. En exploitant cet ouvrage, Pierre Carpentier a été l'un des premiers à tenter de comprendre les méthodes de « chiffrement » des notes de Tiron. Il a publié Alphabetum Tironianum, seu Notas Tironis Explicandi Methodus en 1747. Carpentier a plus particulièrement étudié un capitulaire et des diplômes de l'époque de Louis le Débonnaire, et a traduit un certain nombre de notes. Son déchiffrement, limité à une partie des notes et parfois erroné, a été sévèrement critiqué par des études contemporaines.
Kopp publia 13 000 signes en 1817, dans l'ordre alphabétique de leur signification. Jules Tardif compléta ce travail en établissant en 1850 un alphabet d'environ 240 signes aux tracés dérivés de lettres grecques, de lettres latines et de quelques signes particuliers, une grammaire décrivant les modes de composition et de ligature et un dictionnaire complet du système tironnien.
Nombre de sténographes ont étudié les notes tironiennes pour définir leur système sténographique. On peut citer par exemple Louis Prosper Guénin, auteur du livre Les Notes tironiennes, leur nature et leur origine (1882, Arras).

## Usage moderne

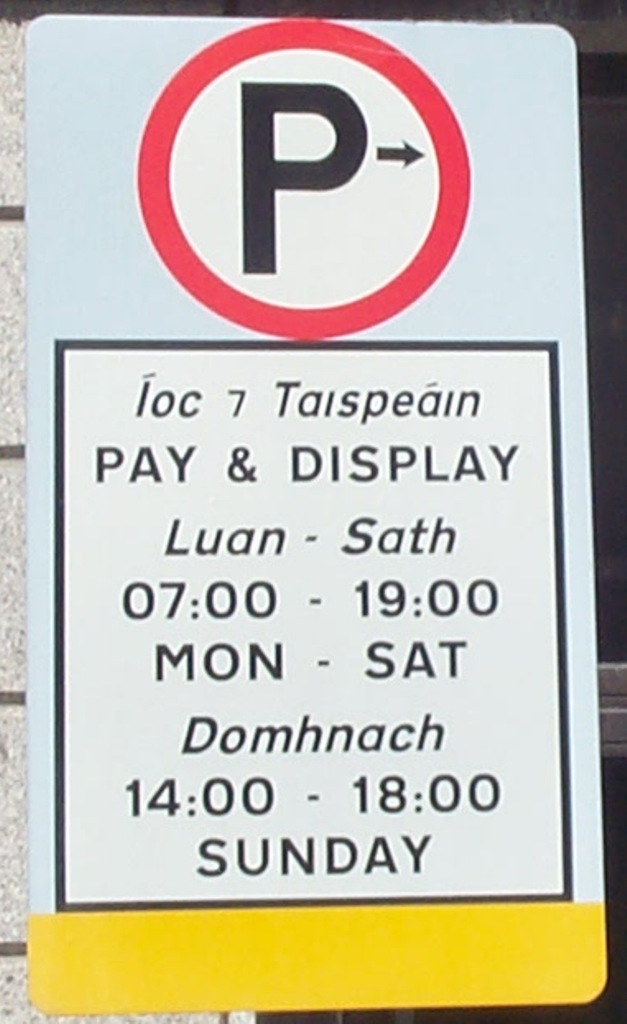
Horodateur à Dublin portant le et tironien pour l'irlandais agus (« et ») : Íoc ⁊ Taispeáin.

Quelques notes tironiennes sont parfois encore employées à l'heure actuelle, tout particulièrement le et tironien « ⁊ », utilisé en Irlande et en Écosse pour signifier « et » (où il est appelé agus en irlandais et en gaélique écossais). Le terme anglais « viz. », signifiant « c'est-à-dire », provient de l'abréviation du latin videlicet ; le « z » n'est pas à l'origine une lettre mais une note tironienne pour la terminaison « -et ».
Dans les textes en écriture gothique (particulièrement les imprimés allemands) l'abréviation ⟨⁊c.⟩ pour et cetera est utilisée jusqu'au XIXe siècle.
Dans les manuscrits en vieil anglais, le et tironien sert d'élément de substitution à la fois sonore et morphologique. Par exemple, un et tironien entre deux mots est prononcé « ond » et signifie « et ». Toutefois, s'il est suivi de la lettre « s », il est prononcé « sond », ce qui signifie « eau ».

## Codage informatique

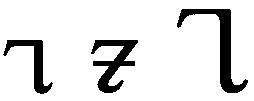
Et tironien, U+204A, « ⁊ ».

Les dispositifs informatiques modernes ne possèdent que peu de moyens pour recevoir et afficher la plupart des notes tironiennes.
Le et tironien ⟨⁊⟩ dispose du point de code Unicode U+204A (bloc de ponctuation générale). Le caractère peut être affiché sous Windows en Segoe UI Symbol (une fonte de caractères standard à partir de Windows Vista) ; sous OS X et iOS en Helvetica, et sous Windows, OS X, Google Chrome OS et Linux dans la fonte libre DejaVu Sans.
Un certain nombre d'autres notes tironiennes sont assignées à la zone à usage privé (en) d'Unicode par la Medieval Unicode Font Initiative (en), qui fournit également des liens vers des polices d'écriture libres acceptant ces spécifications.
Certaines applications (par exemple la localisation en gaélique écossais de Mozilla Firefox et Opera, et l'édition en ligne du Dictionary of the Irish Language (en)) remplacent le et tironien par le filet U+2510 « ┐ ». Le chiffre 7 est également utilisé dans des contextes informels comme les forums Internet et est parfois rencontré imprimé.